# Merostenus excavatus
Merostenus excavatus är en stekelart som först beskrevs av Johan Wilhelm Dalman 1820.  Merostenus excavatus ingår i släktet Merostenus och familjen hoppglanssteklar. Arten är reproducerande i Sverige. Inga underarter finns listade i Catalogue of Life.